# Kalle Anka tar värvning
Kalle Anka tar värvning (engelska: Donald Gets Drafted) är en amerikansk animerad kortfilm med Kalle Anka från 1942.

## Handling
Kalle Anka tar värvning i militären, och trots att han är plattfotad blir han godkänd. När han väl godkänts sätts han under sergeant Svarte Petters kommando. Och inte nog med det, till hans stora besvikelse måste Kalle genomgå en del övningar för att få flyga.

## Om filmen
Filmen är den första där man får reda på Kalle Ankas fullständiga engelska namn; Donald "Fauntleroy" Duck.
Filmen hade svensk premiär den 4 september 1943 på biograferna Aveny och Lorry och visades som förfilm till långfilmen Vi swingar i takt (engelska: Seven Days' Leave) med Victor Mature i huvudrollen.

## Rollista
- Clarence Nash – Kalle Anka
- Billy Bletcher – Svarte Petter
- John McLeish – officer[7]